# Mont d’Ambin-bázisalagút
A Mont d’Ambin-bázisalagút egy tervezés / építés alatt álló, 57 km hosszú, kétcsöves vasúti alagút, mely a franciaországi Lyon és az olaszországi Torino város közötti nagysebességű vasútvonal legjelentősebb műtárgya lesz. Ha elkészül, ez lesz a világ leghosszabb vasúti alagútja. A jelenlegi rangsor: Gotthárd-alagút (57 km), Szeikan-alagút (54 km), Csatorna-alagút (50 km).
2002-ben kezdődtek a kutatófúrások, majd Saint Martinnál 2003-ban és La Praznál 2005-ben folytatódtak. Az alagútban egyaránt fognak nagysebességű személyszállító és tehervonatok is közlekedni. Az engedélyezett sebesség 220 km/h lesz.
Az alagút francia bejárata Saint-Jean-de-Maurienne városnál, az olasz bejárata pedig Susa városánál lesz. Az építkezés költsége  9 975 millió euró (2010-es januári árakon). A költségeket a francia kormány, az olasz kormány és az Európai Unió állja.
2020 májusában az alagút 18,5%-os készültségben állt, a teljes alagút várható elkészülte 2030-ban vagy utána várható.

### Weblapok
- Az alagút hivatalos oldala (angolul) (franciául) (olaszul)
- Mont d’Ambin Base Tunnel (2015) | Structurae. en.structurae.de, 2011 [last update]. (Hozzáférés: 2011. november 5.) (angolul) (franciául) (németül)
- Michael Braun:  Tal probt den Aufstand. www.taz.de. taz.de (2005) (letöltve: 2011-07-31) (németül)